# Bible moralisée
Bible moralisée är en bildbibel med ett uppbyggligt urval av bibelscener och med paralleller mellan Gamla och Nya Testamentet i en nådehistorisk tolkning, som sammanställdes för Ludvig den helige (1226–1270) i nordöstra Frankrike under andra hälften av 1200-talet.